# Walter Baumann (Politiker)

Walter Baumann (1971)

Walter Baumann (* 4. Februar 1914 in Schafisheim; † 24. August 1986 in Lenzburg, heimatberechtigt in Schafisheim) war ein Schweizer Politiker (BGB/SVP).

## Biografie
Baumann machte eine Lehre als Landwirt und als Wirt. Er übernahm dann denn Bauern- und Gasthof seines Vaters.
Er präsidierte von 1963 bis 1970 die Bauern-, Gewerbe- und Bürgerpartei (BGB) des Kantons Aargau und war von 1949 bis 1973 im aargauischen Grossen Rat, welchen er im Amtsjahr 1963/64 präsidierte. Zusätzlich wurde Baumann im Jahr 1966 in den Nationalrat gewählt und hatte dort bis 1979 Einsitz.
Er engagierte sich für eine bessere Ausbildung der Wirte und gründete im Jahr 1978 die Wirtefachschule in Unterentfelden (heute Bildungszentrum Unterentfelden). Ferner war er Verwaltungsrat der Aargauischen Elektrizitätswerke und war Präsident des Aargauischen Wirtevereine-Verbandes.